# Джаки Преториъс
Джаки Преториус (на английски: Jackie Pretorius) е пилот от Формула 1. Роден е на 22 ноември 1934 година в Йоханесбург, ЮАР.
Умира в Йоханесбург на 74 годишна възраст на 30 март 2009 г., след като е в кома в течение на три седмици. Нападнат е в дома си рано сутринта в един петъчен ден от крадци. Съпругата му Шърли почива след подобен инцидент в същия дом няколко години по-рано.

## Формула 1
Джаки Преториус прави своя дебют във Формула 1 в Голямата награда на ЮАР през 1965 година. В световния шампионат записва 4 състезания, като не успява да спечели точки.